# Ciénega de Paicone
Ciénega o Ciénega de Paicone (para diferenciarla de la localidad de La Ciénega en el mismo departamento) es una localidad argentina ubicada en el Departamento Santa Catalina de la provincia de Jujuy. Se encuentra en la intersección de las rutas provinciales 69 y 5, 30 km al oeste de La Quiaca. Se encuentra en la Puna, 3 km al norte de la Ruta Nacional 40.
Es la última localidad antes del paso internacional de la Comunidad de Río Mojón, que vincula la Argentina con Bolivia. Sus habitantes realizaron reuniones de integración con sus pares del lado boliviano, que involucraron el intercambio de productos regionales e intentan llamar la atención sobre dicho paso para lograr su habilitación. La habilitación del paso con su correspondiente seguridad fue también solicitada por el Gobierno de Jujuy para disminuir el problema de la trata de personas que aprovechan este paso fronterizo; además el camino es una atracción turística en sí misma por los bellos paisajes que recorre. Cuenta con una escuela primaria, y en 2021 se construía una escuela secundaria.